# Tiana, Sardegna
Tiana một đô thị in the tỉnh Nuoro ở vùng Sardinia của Italia, tọa lạc cách khoảng 90 km về phía bắc của Cagliari và cách khoảng 30 km về phía tây nam của Nuoro. Tại thời điểm ngày 31 tháng 12 năm 2004, đô thị này có dân số 547 người và diện tích là 19,3 km².
Tiana giáp các đô thị: Austis, Desulo, Ovodda, Sorgono, Teti, Tonara.